# Louis-Désiré Thiénon
Louis-Désiré Thiénon, né le 18 février 1812 à Paris où il meurt le 5 octobre 1889, est un peintre français.

## Biographie
Louis-Désiré Thiénon est le fils du peintre et lithographe Anne Claude Thiénon (1772-1846) et de Marie Adrienne Félicité Berger.
Il expose au Salon de 1831 à 1881.
En 1852, il épouse en premières noces Angeline Gréard, et plus tard, en secondes noces, Armandine Élise Baton.
Il meurt à l'âge de 77 ans à son domicile de la rue Lallier. Il est inhumé au cimetière du Montparnasse.

## Galerie

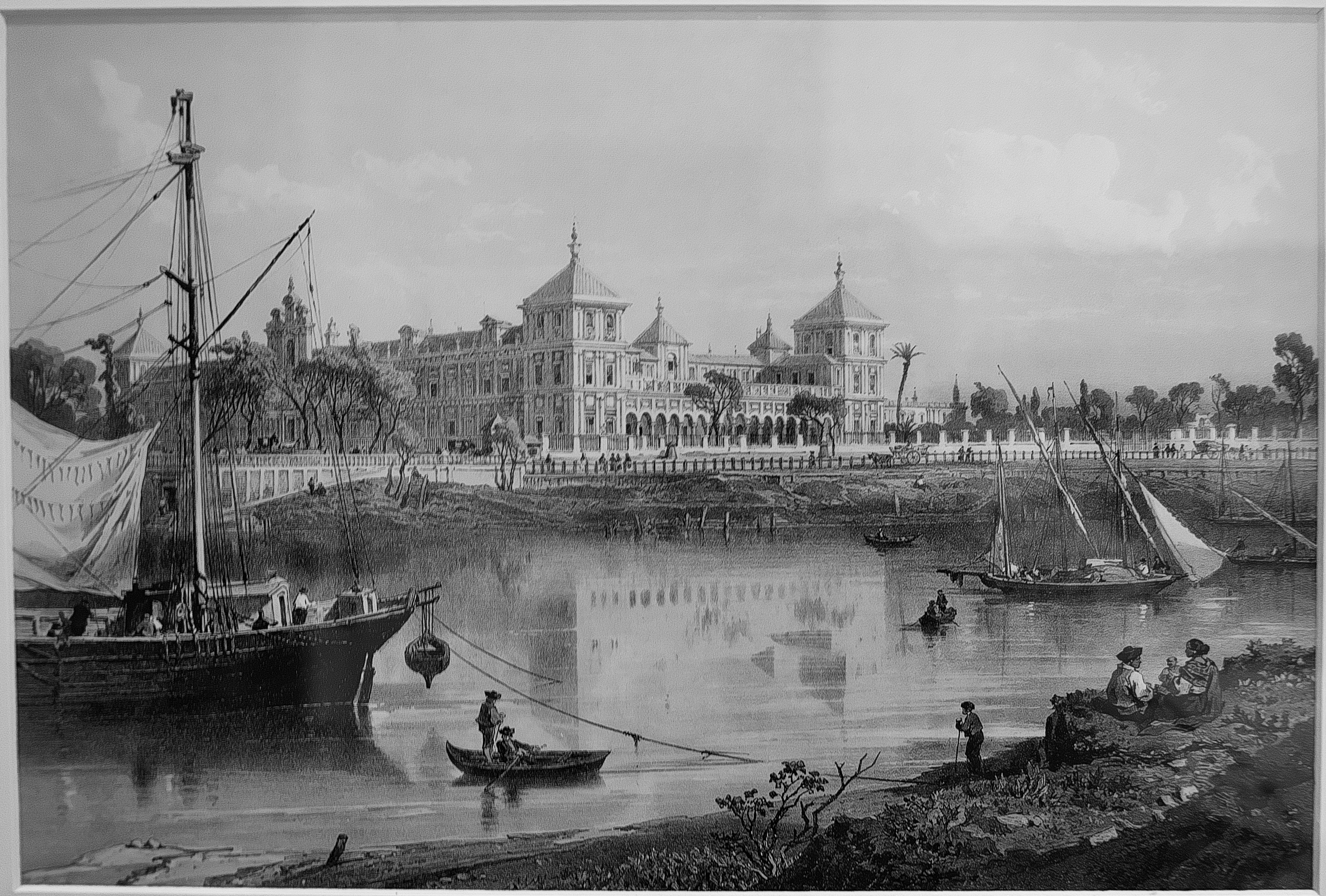
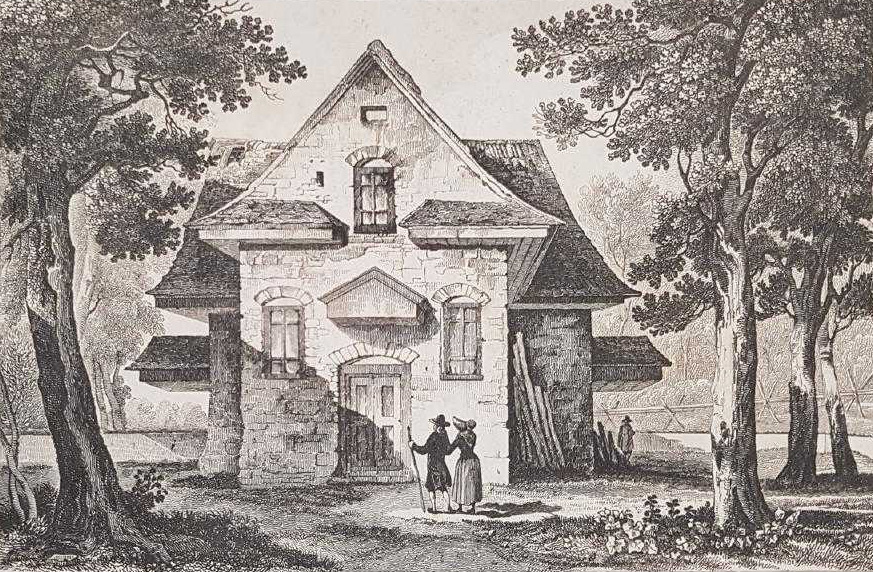